# 妻木町
妻木町（つまぎちょう）は、岐阜県土岐郡にあった町である。1955年2月1日に笠原町を除く土岐郡の8町村が合併し土岐市となる。現在の土岐市妻木町地区。美濃焼の産地。

## 地理
- 河川：妻木川

## 歴史

### 沿革
- 1889年（明治22年）7月1日 - 町村制により妻木村が発足。
- 1931年（昭和6年）1月1日 - 妻木村が町制施行し妻木町となる。
- 1955年（昭和30年）2月1日 - 鶴里村・泉町・駄知町・下石町・土岐津町・肥田村・曽木村と合併し土岐市となる。

土岐市への合併の経緯は、土岐市の合併の経過を参照

## 教育

### 中学校
- 町立妻木中学校（1960年、下石中学校と統合。現・土岐市立西陵中学校となる）

### 小学校
- 町立妻木小学校 （現・土岐市立妻木小学校）

## 名所・旧跡
- 妻木城址
- 八幡神社・流鏑馬
- 崇禅寺